# Meschack Elia
Meschack Elia Lina (Kinshasa, 6 agosto 1997) è un calciatore della Repubblica Democratica del Congo, attaccante del Nantes, in prestito dallo Young Boys e della nazionale congolese.

## Carriera

### Club
Cresciuto a Kinshasa, muove i primi passi nel Jogari, passando in seguito ai salesiani del CS Don Bosco, con cui fa il proprio debutto nella massima serie congolese.
Il 19 gennaio 2016 passa a titolo definito al TP Mazembe.
Con i bianconeri gioca per quattro stagioni vincendo nelle prime due cinque titoli: due campionati, due Coppe della Confederazione CAF e una Supercoppa CAF.
Nella stagione 2018-2019 contribuisce invece al raggiungimento delle semifinali di CAF Champions League, senza tuttavia ottenere l'accesso alla finale.
Nell'estate del 2019 svolge un provino con il club belga dell'Anderlecht, facendo una buona impressione e superandolo. Poco dopo, però, scompare senza lasciare traccia e riappare in Svizzera ad allenarsi con gli Young Boys.
A seguito di ciò, in una dichiarazione ufficiale, il TP Mazembe afferma che Meschack avrebbe cercato di ottenere asilo politico in Svizzera con l'aiuto di alcuni consulenti, continuando a dichiarare il 1997 come anno di nascita. Secondo il club, lo scopo di questa manovra è quello di ingannarlo: se fosse stato effettivamente nato nel 1997, al momento della firma del contratto con i bianconeri nel 2015 sarebbe stato minorenne, e il TP Mazembe avrebbe così commesso un reato. Questo avrebbe permesso a Meschack di svincolarsi gratuitamente. Tuttavia, l'inganno viene scoperto e Meschack viene squalificato per un anno dalla federazione calcistica congolese, che gli vieta di giocare sia per il TP Mazembe che per la nazionale (sebbene quest'ultima sanzione fosse illegittima, in quanto solo la FIFA o le confederazioni continentali possono sospendere un giocatore).
Nonostante la vicenda, rimane in contatto con lo Young Boys che nel febbraio 2020 riesce a tesserarlo dopo aver avuto l'idoneità per giocare da parte della FIFA e della Federcalcio svizzera.
Con i gialloneri gioca per cinque stagioni totalizzando 200 presenze tra tutte le competizioni, prima di venir ceduto in prestito con diritto di riscatto al Nantes il 3 febbraio 2025, durante l'ultima giornata del mercato invernale.
Cinque giorni dopo, l'8 febbraio, debutta con i canarini subentrando a Moses Simon nel secondo tempo dell'incontro di Ligue 1 perso 0-2 contro il Brest; mentre il 23 febbraio seguente mette a segno la prima rete in maglia gialloverde, chiudendo le marcature nella vittoria per 3-1 contro il Lens.

### Nazionale
Viene convocato per la prima volta in nazionale a 18 anni, debuttando con essa il 10 gennaio 2016 durante una amichevole contro il Ruanda.
In seguito, convocato per il campionato delle nazioni africane 2016, svoltosi proprio in Ruanda, contribuisce significativamente alla vittoria della competizione: segna due reti nelle prime due gare contro l'Etiopia e l'Angola e una doppietta in finale contro il Mali.
Grazie alle sue prestazioni viene nominato miglior giocatore e vince il titolo di capocannoniere della competizione.
Divenuto titolare inamovibile con la nazionale, nel 2019 e nel 2023  viene convocato per Coppa d'Africa.

## Statistiche

### Presenze e reti nei club
Statistiche aggiornate al 10 maggio 2025.
| Stagione          | Squadra           | Campionato        | Campionato | Campionato | Coppe nazionali | Coppe nazionali | Coppe nazionali | Coppe continentali | Coppe continentali | Coppe continentali | Altre coppe | Altre coppe | Altre coppe | Totale | Totale | Totale |
| Stagione          | Squadra           | Comp              | Pres       | Reti       | Comp            | Pres            | Reti            | Comp               | Pres               | Reti               | Comp        | Pres        | Reti        | Pres   | Reti   |        |
| ----------------- | ----------------- | ----------------- | ---------- | ---------- | --------------- | --------------- | --------------- | ------------------ | ------------------ | ------------------ | ----------- | ----------- | ----------- | ------ | ------ | ------ |
| gen.-giu. 2016    | TP Mazembe        | LF                | 12         | 3          | CRDC            | 0               | 0               | CCL                | 2                  | 0                  | SC          | 1           | 0           | 15     | 3      |        |
| 2016-2017         | TP Mazembe        | LF                | 0+         | 0+         | CRDC            | 0               | 0               | CCL+CCC            | 2+9                | 0+1                | SC          | 1           | 0           | 12+    | 1+     |        |
| 2017-2018         | TP Mazembe        | LF                | 0+         | 0+         | CRDC            | 0               | 0               | CCL                | 10                 | 3                  | SC          | 1           | 0           | 11     | 3      |        |
| 2018-2019         | TP Mazembe        | LF                | 0+         | 0+         | CRDC            | 0               | 0               | CCL                | 12                 | 3                  | -           | -           | -           | 12+    | 3+     |        |
| 2019-feb. 2020    | TP Mazembe        | LF                | 0+         | 0+         | CRDC            | 0               | 0               | CCL                | 0                  | 0                  | -           | -           | -           | 0+     | 0+     |        |
| Totale TP Mazembe | Totale TP Mazembe | Totale TP Mazembe | 12+        | 3+         |                 | 0               | 0               |                    | 35                 | 7                  |             | 3           | 0           | 50+    | 10+    |        |
| feb.-giu. 2020    | Young Boys        | SL                | 12         | 2          | CS              | 0               | 0               | UCL+UEL            | -                  | -                  | -           | -           | -           | 12     | 2      |        |
| 2020-2021         | Young Boys        | SL                | 25         | 6          | CS              | 1               | 0               | UEL                | 11                 | 1                  | -           | -           | -           | 37     | 7      |        |
| 2021-2022         | Young Boys        | SL                | 30         | 8          | CS              | 1               | 0               | UCL                | 12                 | 2                  | -           | -           | -           | 43     | 10     |        |
| 2022-2023         | Young Boys        | SL                | 31         | 7          | CS              | 5               | 3               | UECL               | 5                  | 2                  | -           | -           | -           | 41     | 12     |        |
| 2023-2024         | Young Boys        | SL                | 32         | 9          | CS              | 2               | 0               | UCL+UEL            | 8+2                | 2+0                | -           | -           | -           | 44     | 11     |        |
| 2024-gen. 2025    | Young Boys        | SL                | 15         | 0          | CS              | 2               | 1               | UCL                | 6                  | 0                  | -           | -           | -           | 23     | 1      |        |
| Totale Young Boys | Totale Young Boys | Totale Young Boys | 145        | 32         |                 | 11              | 4               |                    | 44                 | 7                  |             | 0           | 0           | 200    | 43     |        |
| gen.-giu. 2025    | Nantes            | L1                | 8          | 1          | CF              | -               | -               | -                  | -                  | -                  | -           | -           | 8           | 1      |        |        |
| Totale carriera   | Totale carriera   | Totale carriera   | 165+       | 36+        |                 | 11              | 4               |                    | 79                 | 14                 |             | 3           | 0           | 258+   | 54+    |        |

### Cronologia presenze e reti in nazionale
| Cronologia completa delle presenze e delle reti in nazionale ― RD del Congo | Cronologia completa delle presenze e delle reti in nazionale ― RD del Congo | Cronologia completa delle presenze e delle reti in nazionale ― RD del Congo | Cronologia completa delle presenze e delle reti in nazionale ― RD del Congo | Cronologia completa delle presenze e delle reti in nazionale ― RD del Congo | Cronologia completa delle presenze e delle reti in nazionale ― RD del Congo | Cronologia completa delle presenze e delle reti in nazionale ― RD del Congo | Cronologia completa delle presenze e delle reti in nazionale ― RD del Congo |
| Data                                                                        | Città                                                                       | In casa                                                                     | Risultato                                                                   | Ospiti                                                                      | Competizione                                                                | Reti                                                                        | Note                                                                        |
| --------------------------------------------------------------------------- | --------------------------------------------------------------------------- | --------------------------------------------------------------------------- | --------------------------------------------------------------------------- | --------------------------------------------------------------------------- | --------------------------------------------------------------------------- | --------------------------------------------------------------------------- | --------------------------------------------------------------------------- |
| 10-1-2016                                                                   | Kigali                                                                      | Ruanda                                                                      | 1 – 0                                                                       | RD del Congo                                                                | Amichevole                                                                  | -                                                                           |                                                                             |
| 17-1-2016                                                                   | Butare                                                                      | RD del Congo                                                                | 2 – 0                                                                       | Etiopia                                                                     | CHAN 2016 - 1º turno                                                        | 1                                                                           |                                                                             |
| 21-1-2016                                                                   | Butare                                                                      | RD del Congo                                                                | 4 – 2                                                                       | Angola                                                                      | CHAN 2016 - 1º turno                                                        | 1                                                                           |                                                                             |
| 25-1-2016                                                                   | Butare                                                                      | Camerun                                                                     | 3 – 1                                                                       | RD del Congo                                                                | CHAN 2016 - 1º turno                                                        | -                                                                           | 47’                                                                         |
| 30-1-2016                                                                   | Kigali                                                                      | Ruanda                                                                      | 1 – 2 dts                                                                   | RD del Congo                                                                | CHAN 2016 - Quarti di finale                                                | -                                                                           | 93’                                                                         |
| 3-2-2016                                                                    | Kigali                                                                      | RD del Congo                                                                | 1 – 1 dts (5 – 4 dtr)                                                       | Guinea                                                                      | CHAN 2016 - Quarti di finale                                                | -                                                                           |                                                                             |
| 7-2-2016                                                                    | Kigali                                                                      | RD del Congo                                                                | 3 – 0                                                                       | Mali                                                                        | CHAN 2016 - Finale                                                          | 2                                                                           | 85’                                                                         |
| 26-3-2016                                                                   | Kinshasa                                                                    | RD del Congo                                                                | 2 – 1                                                                       | Angola                                                                      | Amichevole                                                                  | 1                                                                           | 64’                                                                         |
| 29-3-2016                                                                   | Luanda                                                                      | Angola                                                                      | 0 – 2                                                                       | RD del Congo                                                                | Amichevole                                                                  | -                                                                           | 11’ 90’                                                                     |
| 11-8-2017                                                                   | Brazzaville                                                                 | Rep. del Congo                                                              | 0 – 0                                                                       | RD del Congo                                                                | Qual. CHAN 2018 - 1º turno                                                  | -                                                                           | 80’                                                                         |
| 19-8-2017                                                                   | Kinshasa                                                                    | RD del Congo                                                                | 1 – 1                                                                       | Rep. del Congo                                                              | Qual. CHAN 2018 - 1º turno                                                  | -                                                                           | 46’                                                                         |
| 28-5-2018                                                                   | Port Harcourt                                                               | Nigeria                                                                     | 1 – 1                                                                       | RD del Congo                                                                | Amichevole                                                                  | -                                                                           | 66’                                                                         |
| 9-9-2018                                                                    | Monrovia                                                                    | Liberia                                                                     | 1 – 1                                                                       | RD del Congo                                                                | Qual. Coppa d'Africa 2019                                                   | 1                                                                           | 57’                                                                         |
| 13-10-2018                                                                  | Kinshasa                                                                    | RD del Congo                                                                | 1 – 2                                                                       | Zimbabwe                                                                    | Qual. Coppa d'Africa 2019                                                   | -                                                                           | 69’                                                                         |
| 18-11-2018                                                                  | Brazzaville                                                                 | Rep. del Congo                                                              | 1 – 1                                                                       | RD del Congo                                                                | Qual. Coppa d'Africa 2019                                                   | -                                                                           | 76’                                                                         |
| 24-3-2019                                                                   | Kinshasa                                                                    | RD del Congo                                                                | 1 – 0                                                                       | Liberia                                                                     | Qual. Coppa d'Africa 2019                                                   | -                                                                           | 73’                                                                         |
| 9-6-2019                                                                    | Marbella                                                                    | RD del Congo                                                                | 0 – 0                                                                       | Burkina Faso                                                                | Amichevole                                                                  | -                                                                           | 81’                                                                         |
| 15-6-2019                                                                   | Kinshasa                                                                    | RD del Congo                                                                | 1 – 1                                                                       | Kenya                                                                       | Amichevole                                                                  | -                                                                           | 59’                                                                         |
| 22-6-2019                                                                   | Il Cairo                                                                    | RD del Congo                                                                | 0 – 2                                                                       | Uganda                                                                      | Coppa d'Africa 2019 - 1º turno                                              | -                                                                           |                                                                             |
| 26-6-2019                                                                   | Il Cairo                                                                    | Egitto                                                                      | 2 – 0                                                                       | RD del Congo                                                                | Coppa d'Africa 2019 - 1º turno                                              | -                                                                           | 45’                                                                         |
| 30-6-2019                                                                   | Il Cairo                                                                    | Zimbabwe                                                                    | 0 – 4                                                                       | RD del Congo                                                                | Coppa d'Africa 2019 - 1º turno                                              | -                                                                           | 76’                                                                         |
| 7-7-2019                                                                    | Alessandria d'Egitto                                                        | Madagascar                                                                  | 2 – 2 dts (6 - 4 dtr)                                                       | RD del Congo                                                                | Coppa d'Africa 2019 - Ottavi di finale                                      | -                                                                           | 45’                                                                         |
| 29-3-2022                                                                   | Casablanca                                                                  | Marocco                                                                     | 4 – 1                                                                       | RD del Congo                                                                | Qual. Mondiali 2022                                                         | -                                                                           | 85’                                                                         |
| 4-6-2022                                                                    | Kinshasa                                                                    | RD del Congo                                                                | 0 – 1                                                                       | Gabon                                                                       | Qual. Coppa d'Africa 2023                                                   | -                                                                           | 45’                                                                         |
| 8-6-2022                                                                    | Omdurman                                                                    | Sudan                                                                       | 2 – 1                                                                       | RD del Congo                                                                | Qual. Coppa d'Africa 2023                                                   | -                                                                           |                                                                             |
| 23-9-2022                                                                   | Casablanca                                                                  | Burkina Faso                                                                | 1 – 0                                                                       | RD del Congo                                                                | Amichevole                                                                  | -                                                                           | 64’                                                                         |
| 27-9-2022                                                                   | Casablanca                                                                  | RD del Congo                                                                | 3 – 0                                                                       | Sierra Leone                                                                | Amichevole                                                                  | 1                                                                           | 52’ 90’                                                                     |
| 24-3-2023                                                                   | Lubumbashi                                                                  | RD del Congo                                                                | 3 – 1                                                                       | Mauritania                                                                  | Qual. Coppa d'Africa 2023                                                   | -                                                                           | 26’                                                                         |
| 28-3-2023                                                                   | Nouakchott                                                                  | Mauritania                                                                  | 1 – 1                                                                       | RD del Congo                                                                | Qual. Coppa d'Africa 2023                                                   | -                                                                           | 72’                                                                         |
| 18-6-2023                                                                   | Libreville                                                                  | Gabon                                                                       | 0 – 2                                                                       | RD del Congo                                                                | Qual. Coppa d'Africa 2023                                                   | -                                                                           |                                                                             |
| 9-9-2023                                                                    | Kinshasa                                                                    | RD del Congo                                                                | 2 – 0                                                                       | Sudan                                                                       | Qual. Coppa d'Africa 2023                                                   | -                                                                           | 89’                                                                         |
| 12-9-2023                                                                   | Soweto                                                                      | Sudafrica                                                                   | 1 – 0                                                                       | RD del Congo                                                                | Amichevole                                                                  | -                                                                           | 83’                                                                         |
| 13-10-2023                                                                  | Murcia                                                                      | Nuova Zelanda                                                               | 1 – 1                                                                       | RD del Congo                                                                | Amichevole                                                                  | -                                                                           | 63’                                                                         |
| 17-10-2023                                                                  | Setúbal                                                                     | Angola                                                                      | 0 – 0                                                                       | RD del Congo                                                                | Amichevole                                                                  | -                                                                           |                                                                             |
| 15-11-2023                                                                  | Kinshasa                                                                    | RD del Congo                                                                | 2 – 0                                                                       | Mauritania                                                                  | Qual. Mondiali 2026                                                         | -                                                                           | 55’                                                                         |
| 19-11-2023                                                                  | Bengasi                                                                     | Sudan                                                                       | 1 – 0                                                                       | RD del Congo                                                                | Qual. Mondiali 2026                                                         | -                                                                           | 69’                                                                         |
| 6-1-2024                                                                    | Dubai                                                                       | RD del Congo                                                                | 0 – 0                                                                       | Angola                                                                      | Amichevole                                                                  | -                                                                           | 60’                                                                         |
| 17-1-2024                                                                   | San-Pédro                                                                   | RD del Congo                                                                | 1 – 1                                                                       | Zambia                                                                      | Coppa d'Africa 2023 - 1º turno                                              | -                                                                           | 70’                                                                         |
| 21-1-2024                                                                   | San-Pédro                                                                   | Marocco                                                                     | 1 – 1                                                                       | RD del Congo                                                                | Coppa d'Africa 2023 - 1º turno                                              | -                                                                           | 52’                                                                         |
| 24-1-2024                                                                   | Korhogo                                                                     | Tanzania                                                                    | 0 – 0                                                                       | RD del Congo                                                                | Coppa d'Africa 2023 - 1º turno                                              | -                                                                           | 53’                                                                         |
| 28-1-2024                                                                   | San-Pedro                                                                   | Egitto                                                                      | 1 – 1 dts (7 - 8 dtr)                                                       | RD del Congo                                                                | Coppa d'Africa 2023 - Ottavi di finale                                      | 1                                                                           | 105+2’                                                                      |
| 2-2-2024                                                                    | Abidjan                                                                     | RD del Congo                                                                | 3 – 1                                                                       | Guinea                                                                      | Coppa d'Africa 2023 - Quarti di finale                                      | -                                                                           | 59’                                                                         |
| 7-2-2024                                                                    | Abidjan                                                                     | Costa d'Avorio                                                              | 1 – 0                                                                       | RD del Congo                                                                | Coppa d'Africa 2023 - Semifinale                                            | -                                                                           | 78’                                                                         |
| 10-2-2024                                                                   | Abidjan                                                                     | Sudafrica                                                                   | 0 – 0 (6 – 5 dtr)                                                           | RD del Congo                                                                | Coppa d'Africa 2023 - Finale 3º posto                                       | -                                                                           | 33’                                                                         |
| 6-6-2024                                                                    | Diamniadio                                                                  | Senegal                                                                     | 1 – 1                                                                       | RD del Congo                                                                | Qual. Mondiali 2026                                                         | -                                                                           | 66’ 84’                                                                     |
| 9-6-2024                                                                    | Kinshasa                                                                    | RD del Congo                                                                | 1 – 0                                                                       | Togo                                                                        | Qual. Mondiali 2026                                                         | 1                                                                           | 81’                                                                         |
| 6-9-2024                                                                    | Kinshasa                                                                    | RD del Congo                                                                | 1 – 0                                                                       | Guinea                                                                      | Qual. Coppa d'Africa 2025                                                   | -                                                                           | 80’                                                                         |
| 9-9-2024                                                                    | Dar-es-Salaam                                                               | Etiopia                                                                     | 0 – 2                                                                       | RD del Congo                                                                | Qual. Coppa d'Africa 2025                                                   | -                                                                           | 69’                                                                         |
| 10-10-2024                                                                  | Kinshasa                                                                    | RD del Congo                                                                | 1 – 0                                                                       | Tanzania                                                                    | Qual. Coppa d'Africa 2025                                                   | -                                                                           | 63’                                                                         |
| 15-10-2024                                                                  | Dar-es-Salaam                                                               | Tanzania                                                                    | 0 – 2                                                                       | RD del Congo                                                                | Qual. Coppa d'Africa 2025                                                   | 2                                                                           | 60’                                                                         |
| 16-11-2024                                                                  | Abidjan                                                                     | Guinea                                                                      | 1 – 0                                                                       | RD del Congo                                                                | Qual. Coppa d'Africa 2025                                                   | -                                                                           | 21’ 60’                                                                     |
| 19-11-2024                                                                  | Kinshasa                                                                    | RD del Congo                                                                | 1 – 2                                                                       | Etiopia                                                                     | Qual. Coppa d'Africa 2025                                                   | -                                                                           | 83’                                                                         |
| 21-3-2025                                                                   | Kinshasa                                                                    | RD del Congo                                                                | 1 – 0                                                                       | Sudan del Sud                                                               | Qual. Mondiali 2026                                                         | -                                                                           | 57’                                                                         |
| 24-3-2025                                                                   | Nouadhibou                                                                  | Mauritania                                                                  | 0 – 2                                                                       | RD del Congo                                                                | Qual. Mondiali 2026                                                         | -                                                                           | 89’                                                                         |
| 5-6-2025                                                                    | Orléans                                                                     | RD del Congo                                                                | 1 – 0                                                                       | Mali                                                                        | Amichevole                                                                  | -                                                                           | 80’                                                                         |
| 8-6-2025                                                                    | Orléans                                                                     | RD del Congo                                                                | 3 – 1                                                                       | Madagascar                                                                  | Amichevole                                                                  | -                                                                           | 75’                                                                         |
| Totale                                                                      |                                                                             | Presenze                                                                    | 56                                                                          |                                                                             | Reti                                                                        | 11                                                                          |                                                                             |

## Palmarès

### Club

#### Competizioni nazionali
- Campionato di calcio della Repubblica Democratica del Congo: 2

TP Mazembe: 2015-2016, 2016-2017
- Campionato svizzero: 4

Young Boys: 2019-2020, 2020-2021, 2022-2023, 2023-2024
- Coppa Svizzera: 1

Young Boys: 2022-2023

#### Competizioni internazionali
- Coppa della Confederazione CAF: 2

TP Mazembe: 2016, 2017
- Supercoppa CAF: 1

TP Mazembe: 2016

### Nazionale
- Campionato delle nazioni africane: 1

2016